# August Werner von Meding
Werner August von Meding (* 7. April 1792; † 16. August 1871) war ein preußischer Beamter. Zuletzt war er Oberpräsident in der Provinz Brandenburg.

## Leben
Er entstammte dem Adelsgeschlecht Meding. Er heiratete 1822 Gräfin Auguste Sophie von Itzenplitz (* 22. September 1797; † 6. Januar 1873). Sie selbst besaß mit Barsekewitz und Gollin zwei Güter in Pommern. Das Ehepaar hatte den Sohn Heinrich Werner von Meding (* 1824; † 1878), der unter anderem das Gut Horst erbte, und zwei Töchter. Charlotte von Meding  (* 1829; † 1876) war Ehrenstiftsdame in Heiligengrabe, Editha  (* 1833; † N. N.) heiratete den Kammerherrn Karl von Mellenthin.  
Meding war von 1821 bis 1828 Landrat in Salzwedel und wurde zum stellvertretenden Vorsitzenden des Kommunallandtags der Altmark gewählt. Danach war er Generalkommissar in Stendal und später Präsident der Generalkommission in Berlin. Zwischen 1835 und 1838 amtierte er als Regierungspräsident in Merseburg. Danach wurde er Mitglied im Preußischen Staatsrat und Ministerialdirigent im Ministerium des Innern. Zwischen 1842 und 1848 war er Oberpräsident der Provinz Brandenburg. Als Oberpräsident präsidierte er qua Amt auch im Königlichen Konsistorium Brandenburg zu Berlin (bis zur Einsetzung von Carl Otto Graf von Voss als Konsistorialpräsident im November 1847). Aus Furcht vor einer drohenden revolutionären Entwicklung hat Meding bereits 1845 die ihm unterstellten Regierungen in Potsdam und in Frankfurt an der Oder aufgefordert, keine Volksversammlungen mehr zu genehmigen. Meding, der in der Öffentlichkeit als einer der reaktionärsten Beamten galt, hat sich als Mitglied des vereinigten Landtags zumindest äußerlich zum konstitutionellen System bekannt. Am 6. April 1848 beschloss die Stadtverordnetenversammlung von Frankfurt (Oder), den Innenminister zu bitten, von Mening „wegen seines ganzen amtlichen Lebens und in Bezug auf seine denkwürdige Rede vom 2. April“ zu entlassen. Während der Märzrevolution wurden wegen seines Versuchs Beamte politisch zu beeinflussen, in der Frankfurter Nationalversammlung Rücktrittsforderungen gegen ihn laut.
Ab 1847 war er nach Ernennung zum Wirklichen Geheimen Rat zur Führung des Prädikats Exzellenz berechtigt. Meding gehörte zwischen 1850 und 1854 der ersten Kammer des preußischen Landtages und danach dem Herrenhaus an. Im Jahr 1857 sprach sich das Preußische Staatsministerium gegen seine Berufung in die Finanzprüfungskommission aus.
Von 1845 bis 1848 war Meding Kurator der Brandenburger Ritterakademie, in Nachfolge des Adolf Heinrich Graf von Arnim-Boitzenburg.